# Kummersdorf

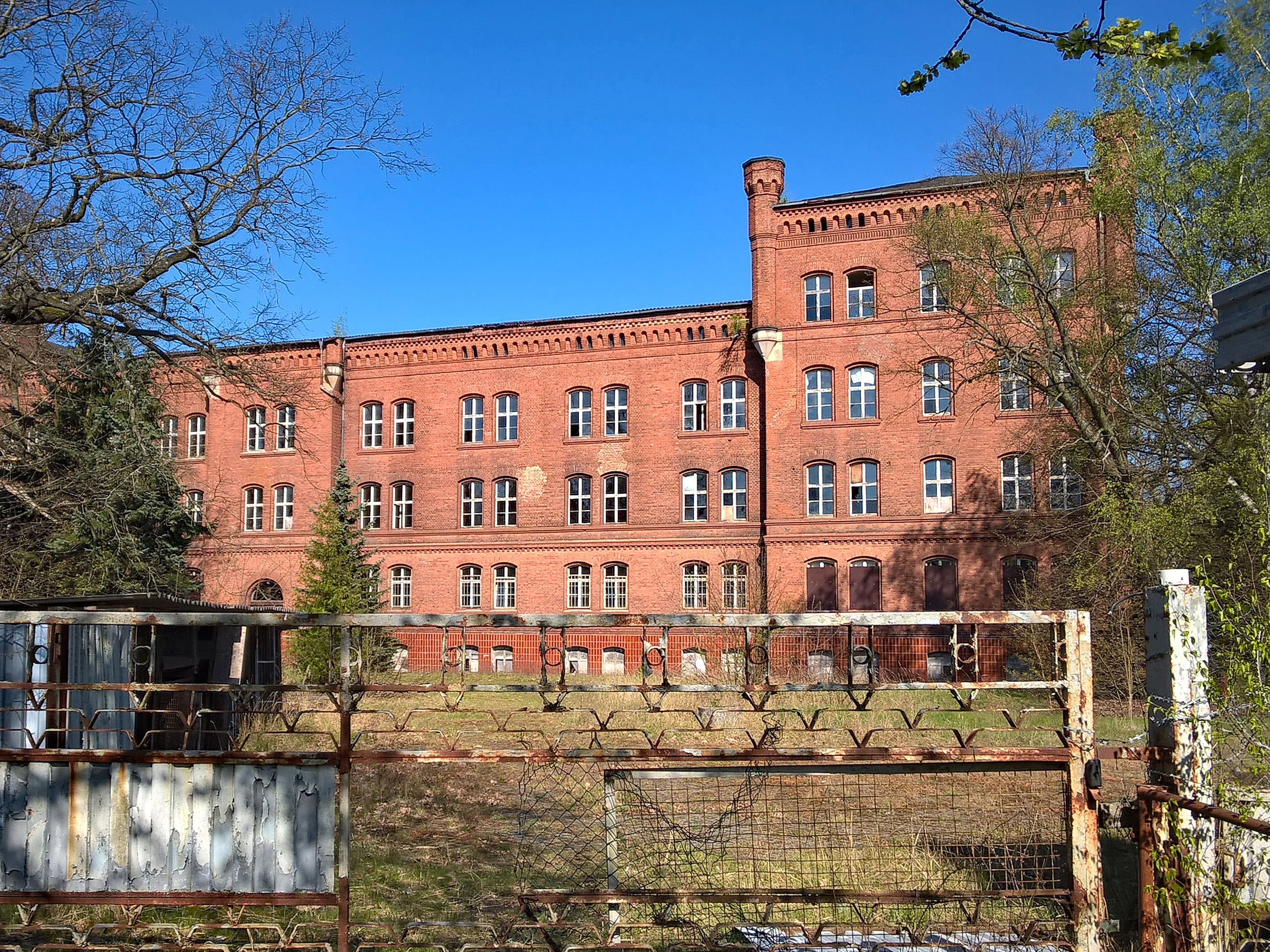
Ruínas de quartéis em Kummersdorf.

Kummersdorf, é uma localidade próxima a Luckenwalde, capital do distrito de Teltow-Fläming, parte do estado de Brandemburgo na Alemanha.
A maior importância dessa localidade, foi ter sido selecionada em 1930 para sediar centros de pesquisa e plataformas de teste voltados para a área de foguetes e mísseis, tendo contribuído de forma relevante para o programa de mísseis na Alemanha Nazista. Em meados de 1940, a maior parte das pesquisas e pessoal já havia sido transferida para Peenemünde.